# Olga Ladyjenskaïa
Olga Aleksandrovna Ladyjenskaïa (en russe : Ольга Александровна Ладыженская), née le 7 mars 1922 à Kologriv et morte le 12 janvier 2004 à Saint-Pétersbourg, est une mathématicienne russe connue pour ses travaux sur les équations aux dérivées partielles, les différences finies, les équations de Navier-Stokes ainsi que la dynamique des fluides. Elle a été nommée membre de l'Académie des sciences en URSS en 1990, puis membre de l'Académie des sciences de la fédération de Russie en 1991.
Elle est l'auteur de plus de 200 articles scientifiques et de six monographies portant sur la physique mathématique.

## Formation et carrière
Ladyzhenskaya est née et a grandi à Kologriv. Elle est la fille d'un professeur de mathématiques, ancien officier de l'armée russe, qui lui a donné l'inspiration et le goût des mathématiques. Son grand-père paternel, Ivan Aleksandrovitch Ladyjenski, est le frère du peintre russe Gennadi Aleksandrovitch Ladyjenski.
Olga Ladyjenskaïa tente d'intégrer la faculté de mécanique et mathématiques de l'université de Léningrad en 1939, mais elle est refusée en tant que fille d'une victime des purges staliniennes. En effet, en octobre 1937, son père a été arrêté par le NKVD puis fusillé ; son oncle, Nikolaï Ivanovitch Ladyjenski, ingénieur en chef de l'usine de métallurgie « Ijstal » est arrêté et meurt en prison. Le destin de ces deux hommes est raconté dans L'Archipel du Goulag de Soljenitsyne, et Olga Ladyjenskaïa est elle-même mentionnée dans la liste des 257 « témoins de l'Archipel » de Soljenistyne. De 1941 à 1943, elle étudie à l'école de Kologriv où son père enseignait. Elle étudie ensuite de 1943 à 1947 les mathématiques et la mécanique à l'université Lomonossov mais, parce que son père était un « ennemi du peuple », elle est interdite d'entrée à l'université de Léningrad.
Elle est l'élève du mathématicien russe Ivan Petrovski ainsi que d'Israel Gelfand et Andreï Nikolaïevitch Tikhonov.
En 1947, elle se marie et déménage à Leningrad. En 1949, elle y passe son doctorat sous la direction de Sergueï Sobolev, puis son habilitation en 1953 à Moscou. En 1953, après la mort de Staline, elle obtient enfin son doctorat et devient enseignante à l'université de Leningrad ainsi qu'à l'Institut de mathématiques Steklov.
En 1949, elle enseigne à l'université de Leningrad, où elle devient en 1955 professeure de mathématiques à l'Institut de physique, avec le titre de professeur en 1956. En 1961, elle est directrice du laboratoire de physique mathématique à l'Institut de mathématiques Steklov à Leningrad, où elle est chercheuse depuis 1954. En 2000, elle prend sa retraite.
En 1947 elle épouse Andrei Alexejewitsch Kiselew, mathématicien et historien des mathématiques, et également professeur à l'université de Leningrad.

## Travaux
Elle est connue pour ses travaux sur les équations aux dérivées partielles, notamment le 19e problème de Hilbert (en), ainsi qu'en dynamique des fluides.
Elle a produit les premières preuves rigoureuses de la convergence de la méthode des différences finies pour les équations de Navier-Stokes.

## Prix et distinctions
Elle reçoit la médaille Tchebychev en or, en 1966. Elle est conférencière Noether en 1994 et lauréate de la Conférence von Neumann en 1998. En 2002, elle reçoit la médaille Lomonossov en l'honneur de l'ensemble de ses travaux scientifiques.
Elle est membre de l'Académie des sciences de Russie (1981), de l'académie allemande Leopoldina (1985), de l'Académie américaine des arts et des sciences (2001). De 1990 à 1998 elle est la présidente de la Société mathématique de Saint-Pétersbourg.
Elle est conférencière invitée en 1983 au congrès international des mathématiciens, à Varsovie, avec une conférence intitulée On finding symmetrical solutions of field theories variational problems, après être déjà intervenue en 1962 à Stockholm sur Quasi-linear equations of parabolic and elliptic types et en 1966 à Moscou sur Über einige nichtlineare Aufgaben der Theorie kontinuierlicher Medien.
En 2022, un « prix Ladyjenskaïa en physique mathématique » est créé en son honneur. Il est décerné pour la première fois le 2 juillet 2022 à Svetlana Jitomirskaya, dans une session commune au World Meeting for Women in Mathematics ((WM)²) et à la conférence Probability and Mathematical Physics.

## Publications
- O. A. Ladyzhenskaya, The Mathematical Theory of Viscous Incompressible Flow, vol. 2, New York–London–Paris–Montreux–Tokyo–Melbourne, Gordon and Breach, coll. « Mathematics and Its Applications », 1969, Revised Second éd. (1re éd. 1963), XVIII+224 (MR 0254401, zbMATH 0184.52603).
- O. A. Ladyženskaja, V. A. Solonnikov et N. N. Uraltseva, Linear and quasi-linear equations of parabolic type, vol. 23, Providence, RI, American Mathematical Society, coll. « Translations of Mathematical Monographs », 1968, XI+648 (MR 0241821, zbMATH 0174.15403, lire en ligne).
- Olga A. Ladyzhenskaya et Nina N. Uraltseva, Linear and Quasilinear Elliptic Equations, vol. 46, New York and London, Academic Press, coll. « Mathematics in Science and Engineering », 1968, XVIII+495 (MR 0244627, zbMATH 0164.13002, lire en ligne).
- O. A. Ladyzhenskaya, The Boundary Value Problems of Mathematical Physics, vol. 49, Berlin–Heidelberg–New York, Springer Verlag, coll. « Applied Mathematical Sciences », 1985, XXX+322 (ISBN 0-521-39922-X, MR 0793735, zbMATH 0588.35003, lire en ligne) (traduit par Jack Lohwater).
- O. A. Ladyzhenskaya, Attractors for Semigroups and Evolution Equations, Cambridge, Cambridge University Press, coll. « Lezioni Lincee », 1991, xi+73 (MR 1133627, zbMATH 0755.47049, lire en ligne).